# Centro di formazione professionale
Con centro di formazione professionale (abbreviato in C.F.P.) in Italia si intende un istituto che cura la formazione professionale per l'inserimento degli individui nel mercato del lavoro.
In Italia il sistema integrato di istruzione e formazione prevede due canali: il canale dell'istruzione (tecnica, liceale, professionale), di competenza statale, e il canale della formazione professionale (in senso stretto), di competenza regionale. I C.F.P., in particolare, sono regolati e finanziati dalle regioni italiane di competenza, in conformità ai fabbisogni di mestieri specifici del territorio locale.

## Il percorso di studi
- Al termine dei 3 anni vi è conseguimento della qualifica professionale (titoli come ad es. operatore del benessere, operatore meccanico, operatore di ristorazione);
- Al termine di 4 anni vi è il conseguimento del diploma professionale, che conferisce competenze di un gradino superiore (titoli come ad es. tecnico dei trattamenti estetici, tecnico per l'automazione industriale, tecnico di cucina);
- Terminata la formazione quadriennale, si potrà fruire di una "passerella" verso il canale dell'istruzione e dunque vi potrà essere un eventuale 5º anno presso una scuola statale, per il conseguimento del diploma di Stato (il quale consente l'accesso all'università, a differenza di diploma e qualifica).

## Il passaggio agli istituti scolastici
Gli alunni frequentanti tali istituti potranno richiedere il passaggio a classi di percorsi tecnici o professionali esibendo all’istituto di destinazione il documento di ammissione alla classe successiva (o di classe prima o classe seconda nel caso di frequenza in classi intermedie) oppure il diploma di qualifica (nel caso di frequenza nella classe terza) oppure il diploma di tecnico (nel caso di frequenza nella classe quarta).
A fronte di tale richiesta l’Istituto provvederà al riconoscimento dei crediti sulla base del decreto del MIUR 3 dicembre 2004, n. 86 e dell'ordinanza MIUR a 3 dicembre 2004, n. 87, nelle more degli adempimenti previsti dal d.lgs 17 ottobre 2005, n. 226 all'art. 1 comma 9. Il riconoscimento dei crediti formativi e l’ammissione dello studente in una classe di istituto tecnico o professionale, potranno essere effettuate solo al termine dello scrutinio o degli esami di qualifica o del conseguimento del diploma IeFP.
Ai fini del passaggio ad altri percorsi di istruzione scolastici la procedura da seguire prevede:
- richiesta in forma scritta da parte degli interessati;
- valutazione della domanda e dell’esaustività della documentazione da parte del referente dell’orientamento;
- eventuale richiesta e raccolta di ulteriori informazioni dati;
- costituzione della Commissione per il riconoscimento dei crediti formativi.

La Commissione deciderà sul riconoscimento del credito e alla decisione circa la classe in cui inserire il richiedente, tale  riconoscimento dei crediti può limitarsi al solo esame della documentazione certificativa prodotta dal richiedente, qualora questa sia esaustiva. A tale scopo possono essere prese in considerazione anche documentazioni informali e non formali, le quali, per assumere valore certificativo, debbono comunque essere validate dalla Commissione.  Ai sensi dell'OM n. 87/2004 è prevista la possibilità di accertamento ulteriore, che può avvenire in forme liberamente definite dalla commissione (prove orali, scritte, pratiche, osservazione diretta dell’attività del soggetto).